# Emmy Russ

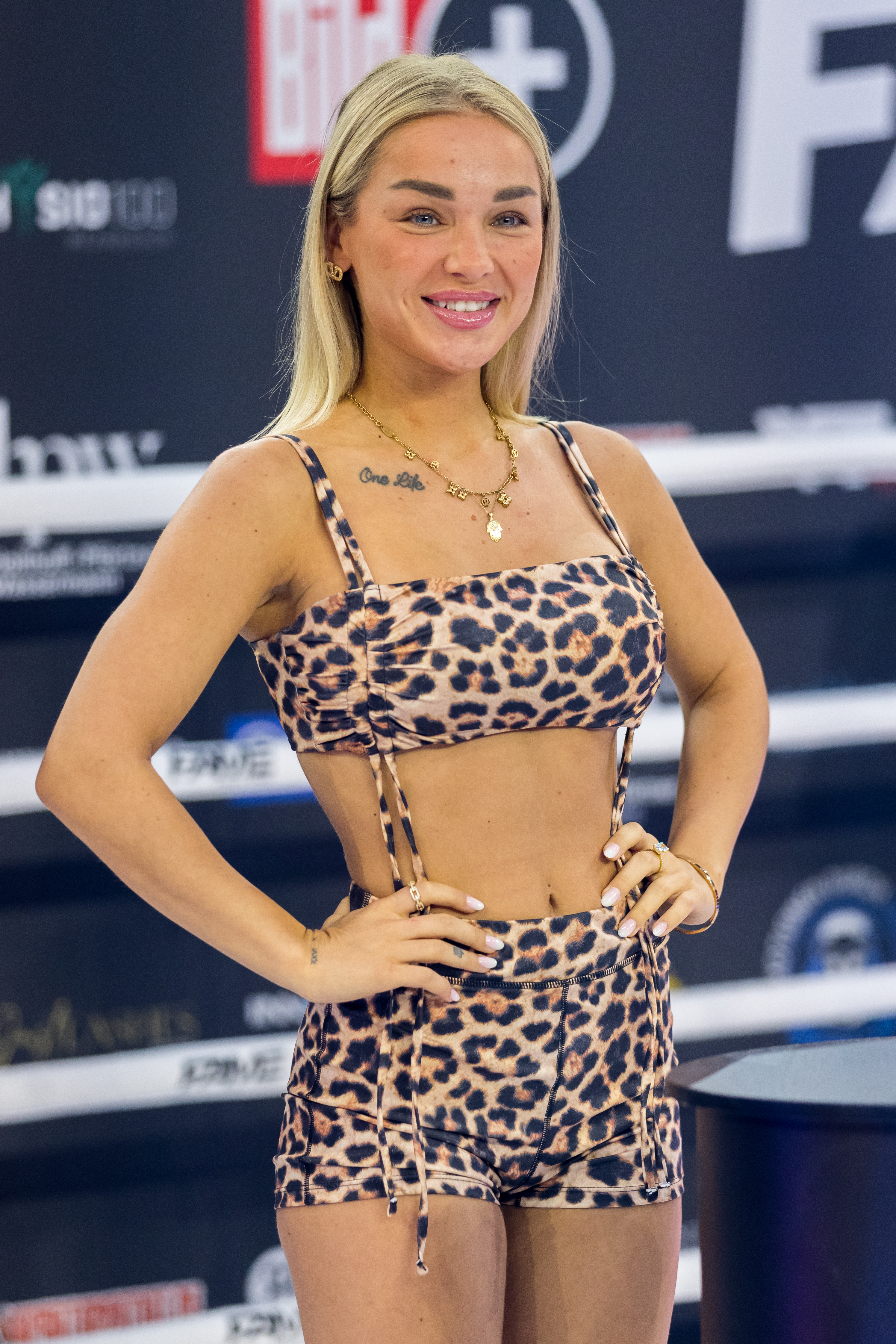
Emmy Russ (2024)

Emmy Russ (* 11. Mai 1999 in Hamburg; bürgerlicher Vorname Elmira; Nachname nicht bekannt) ist der Künstlername einer deutschen Reality-TV-Teilnehmerin und Laiendarstellerin, die zudem als Erotikmodel tätig ist.

## Leben
Emmy Russ hat einen deutschen Vater und eine russische Mutter. Sie wuchs mit ihrer sieben Jahre älteren Schwester in Hamburg auf. Nach der Trennung der Eltern führten häufige Konflikte mit ihrer Mutter dazu, dass während eines Urlaubs in Spanien die Mutter alleine nach Deutschland zurückreiste und Russ für mehrere Wochen in einem dortigen Kinderheim zurückblieb. Russ hat einen zweiten Wohnsitz in Madrid und verbringt seit 2015 viel Zeit in Spanien. Zu ihrem dort lebenden Vater besteht kein Kontakt.
Mit 15 Jahren brach sie die Schule ab. 2015 betreute sie einen eigenen YouTube-Kanal und spielte in mehreren Episoden die Rolle der „Nina Nockel“ in der RTL-II-Daily Soap Köln 50667. Zuvor verkörperte sie diese Rolle auch bei Berlin – Tag & Nacht. Weitere kleinere Fernsehauftritte hatte Russ in Scripted-Reality-Shows, wie beispielsweise Hilf mir! Jung, pleite, verzweifelt … und Anwälte im Einsatz.
Nachdem sie ihren mittleren Schulabschluss nachgeholt hatte, bewarb sich Russ auf einen Ausbildungsplatz als Rettungssanitäterin. Sie erhielt eine Zusage, trat die Ausbildung jedoch nicht an. Ihren Berufswunsch Polizistin – Russ hat ein Faible für Polizisten – konnte sie aufgrund ihrer Körpergröße von 1,57 m und ihrer Konflikte mit dem Gesetz nicht verfolgen. Ab 2017 berichtete das ProSieben-Magazin taff mehrere Jahre in Reportagen über Russ’ Leben. In jenem Jahr nahm sie als eine „Problemjugendliche“ am sozialen Projekt Karpatenhilfe teil. Indem sie mithalfen, Einsiedler in Rumänien zu versorgen, sollten Jugendliche ohne festen Job und Halt unter Begleitung eines Sozialpädagogen neue Perspektiven für ihr eigenes Leben gewinnen.
In den Reportagen 2017 und 2018 sowie im „Single-Experiment“ UNdressed – Das Date im Bett gab sie sich drei Jahre älter als 21-Jährige aus. Anfang 2019 hatte sie eine Hauptrolle („Xenia Lewandowski“) in der Serie Chartbreaker – Die Casting-Soap. Anschließend nahm sie als 19-Jährige in der ersten Folge von Ab ins Kloster! – Rosenkranz statt Randale zum ersten Mal an einer Prime-Time-Reality-Serie teil. Mit dem Attribut „Luxusgirl“ war sie mit drei weiblichen Jugendlichen zu Gast im Mutterhaus der Franziskanerinnen vom Göttlichen Herzen Jesu in Gengenbach. Russ beendete wie auch Alessia Herren am dritten von angesetzten acht Tagen den Aufenthalt im Kloster „randalierend und pöbelnd“ vorzeitig. Der Orden der Gengenbacher Franziskanerinnen entschied, nicht mehr an einem solchen Fernsehexperiment teilzunehmen.
2020 wurde sie für Prime-Time-Formate der Hauptsender ProSieben und Sat.1 engagiert. Im Juni war sie eine der Beauties bei Beauty & The Nerd. Da sie innere Konflikte impulsiv nach außen trug, erhielt sie hohe mediale Aufmerksamkeit und den Beinamen „Remmidemmi-Emmy“. Als einzige Kandidatin wurde sie bei Beauty & The Nerd ohne Beruf vorgestellt, erhielt dort die Titulierung „Bikini-Model“. Russ stellt auf einer Internetplattform freizügigere Fotos von sich ein, die man gegen Bezahlung abonnieren kann.
Im August 2020 war sie Teilnehmerin an der achten Staffel von Promi Big Brother. Bereits nach dem ersten Tag der Sendung wurde über Kritik, „Fassungslosigkeit“, „Aufruhr“ und „Empörung“ berichtet, die Russ mit ihren offenen Gesprächen über Sex und Intimitäten auslöste. Anja Rützel, Spiegel-Analystin aller TV-Prominentenspektakel, erkannte in ihr eine Chimäre aus den früheren Formatteilnehmerinnen Evelyn Burdecki und Katja Krasavice. Russ wurde am Tag vor dem Finale von den Zuschauern aus der Show gewählt und belegte den fünften Platz. In der Finalsendung wurde im Rahmen eines Quiz um die Instagram-Accounts der Bewohner bekanntgegeben, dass ihr Profil während der dreiwöchigen Staffel die meisten Abonnenten dazugewonnen habe, die sich auf 110.000 Follower mehr als verdoppelten.
2021 war sie Teilnehmerin bei Promis unter Palmen auf Sat.1 sowie der spanischen Secret Story. Zudem nahm sie mit ihrem damaligen Freund Udo Bönstrup, den sie bei Promi Big Brother kennengelernt hatte, an Temptation Island VIP teil und kehrte für 31 Folgen zu Berlin – Tag & Nacht zurück. Diesmal spielte sie sich selbst.
2023 war sie beim Kampf der Realitystars und beim großen Promi-Büßen zu sehen.
2024 war Russ mit Reality Queens – Auf High Heels durch den Dschungel und Are You the One? - Realitystars in Love auf RTL+ erstmals in Online-Streaming-Formaten zugegen. Ende des Jahres folgte mit Forsthaus Rampensau Germany auf Joyn ein weiteres Format dieser Art. Dort bildete sie mit Cosimo Citiolo das „Nachrücker-Pärchen“, dem der Teampartner vorher nicht bekannt war.

## Fernsehauftritte

### Scripted-Reality-Soaps
- 2015: Köln 50667 (Folgen 569–646)
- 2015, 2021: Berlin – Tag & Nacht (Folgen 2361–2391, 18. Januar–1. März 2021)[28]

### Scripted-Reality-Shows
- 2015: Anwälte im Einsatz (Sat.1)[29]
- 2015: Hilf mir! Jung, pleite, verzweifelt … (RTL II)[30]
- 2016: Mein dunkles Geheimnis (Sat.1)
- 2019: Chartbreaker – Die Casting-Soap (RTL II)

### Reality-Shows
- 2017: UNdressed – Das Date im Bett (RTL II) (als Leyla)
- 2019: Ab ins Kloster! – Rosenkranz statt Randale (Kabel Eins)[17]
- 2020: Beauty & The Nerd (ProSieben)
- 2020: Promi Big Brother (Sat.1)
- 2021: Die Festspiele der Reality Stars – Wer ist die hellste Kerze? (Sat.1)
- 2021: Promis unter Palmen – Für Geld mache ich alles! (Sat.1)
- 2021: Secret Story – La casa de los secretos (Telecinco)
- 2021: Temptation Island VIP (RTL)
- 2022: The Challenge: Ride or Dies (MTV)
- 2023: Kampf der Realitystars – Schiffbruch am Traumstrand (RTL II)
- 2023: Das große Promi-Büßen (ProSieben)
- 2024: Reality Queens – Auf High Heels durch den Dschungel (RTL+)
- 2024: Are You the One? – Realitystars in Love (RTL+)
- 2024: Fame Fighting (Bild+)
- 2024: Forsthaus Rampensau Germany (Joyn)
- 2025: Big Brother (Joyn, Sixx) (Promi-Gast)
- 2025: The Summit (Prime Video)

### Reportagen
- 2017: taff-Wochenserie Letzte Chance Karpaten 5 Folgen (26.–30. Juni)[14][31][8][12][32]
- 2017: taff (20. Oktober)[16]
- 2018: taff (27. April)[4]
- 2020: taff (15. Juni und 24. August)[33]
- 2020: red! Stars, Lifestyle & More (11. und 18. Juni)[11]
- 2020: Akte (17. August)

### Comedy
- 2016: Heute-Show-Einspieler (ZDF) (21. Oktober)[34]